# Verso la tempesta
(Mamid)
Verso la tempesta (To the Heart of the Storm) è un graphic novel scritto e disegnato da Will Eisner e pubblicato originalmente nel 1991 da Kitchen Sink Press.

## Storia editoriale
Quest'opera, come molte altre dell'autore, è autobiografica riportando episodi, personaggi, situazioni vissute in prima persona dall'autore.

## Trama
Il racconto è ambientato negli Stati Uniti, durante la seconda guerra mondiale, e racconta di un paese pieno di pregiudizi razziali, che non erano solo quelli classici basati sul colore della pelle o sulla religione, ma anche sulla nazione di provenienza: all'interno dello stesso gruppo etnico o religioso si tendeva ad isolare questo o quello solo perché proveniva da un paese diverso dal proprio, ad esempio.
Nello scompartimento del treno che porta i militari verso la guerra ci sono tre soldati, un americano, un turco immigrato di nome Mamid e un ebreo di nome Willie. Durante tutto il viaggio Willie guarda fuori dal finestrino e i ricordi di ciò che ha lasciato, degli amici, dei genitori, che gli hanno raccontato la loro gioventù e i loro sogni, i ricordi di come ha iniziato la carriera di disegnatore, di tanti altri piccoli aneddoti della vita che sta lasciando, gli tornano alla mente, in un lungo flashback sulla vita del giovane protagonista.